# Shiji, Anhui
Shiji (kinesiska: 施集) är en köping i östra Kina. Den ligger i Nanqiao i staden Chuzhou i provinsen Anhui,  omkring 91 kilometer nordost om provinshuvudstaden Hefei.